# Mark Derwin
Mark Derwin (Park Forest, Illinois, 28 de octubre de 1960) es un actor de cine y televisión estadounidense. Derwin comenzó su carrera en Days of Our Lives en 1987 con un papel secundario como Jeremiah Brown. En 1988, Derwin apareció en el papel de Adrian Hunter en The Young and the Restless. Derwin apareció en un argumento de alto perfil: el elaborado misterio del asesinato de George Rawlins como el intrigante asesino en serie psicótico. Derwin también es conocido por muchos otros papeles en telenovelas. Mark también desempeñó el papel del padre de Amy en el programa ABC Family Secret Life of the American Teenager.

## Biografía
Derwin asistió a la Universidad Estatal de Nueva York en Cobleskill, pero fue expulsado después de un semestre. Trabajó brevemente en IBM y realizó una serie de trabajos esporádicos antes de mudarse a Los Ángeles.
Después de papeles recurrentes en los programas Hardball y Days of Our Lives, y una prolífica carrera en comerciales (incluyendo un lugar notable como el hombre de los cigarrillos "Fiesta" en México), Derwin fue contratado por primera vez como Adrian Hunter en la telenovela diurna The Young and the Restless. Derwin estuvo en el programa de 1989 a 1990, y fue presentado en una historia de alto perfil como un estafador y, en última instancia, un asesino.
Su siguiente papel fue en la telenovela Guiding Light como detective A.C. Mallet. Derwin interpretó al personaje de 1990 a 1993. Durante su estancia, el papel de Mallet se convirtió en protagonista. Derwin se involucró románticamente con la costarricense Beth Ehlers durante su paso por GL; la pareja decidió dejar el show juntos en 1993. (Derwin y Ehlers se separaron posteriormente.)
Derwin regresó a la televisión diurna en el papel del Dr. Ben Davidson en la telenovela de ABC One Life to Live (1999-2002, 2004, 2008). De nuevo fue acompañado en un papel principal de alto perfil, esta vez como el interés amoroso de la estrella de la serie, Erika Slezak. Finalmente se descubrió que su personaje era el hijo del patriarca Asa Buchanan.
Derwin fue coprotagonista junto a Bonnie Hunt en la no tradicional serie de televisión en horario estelar, Life with Bonnie, que fue parcialmente improvisada. Recientemente fue visto en la comedia juvenil Aceptado (2006), interpretando al padre del protagonista Bartleby Gaines (interpretado por Justin Long).
En 2006, 2007 y 2014, fue visto en How I Met Your Mother, interpretando a Greg. Derwin también interpretó a George Juergens en el programa de televisión The Secret Life of the American Teenager de ABC Family de 2008 a 2013. En 2008, apareció en el programa Chuck en el episodio "Chuck Versus the Marlin" donde interpretó a Detective Conway. En 2009 tuvo un papel recurrente en la temporada 7 de 24 como Secretario de Estado Joe Stevens, miembro del Gabinete del Presidente Allison Taylor (interpretado por Cherry Jones). En 2011, apareció en Hot in Cleveland en el episodio "How I Met My Mother", interpretando a un convicto en libertad condicional.